# Klaus-Jürgen Jahn
Klaus-Jürgen Jahn (* 9. November 1935 in Berlin, Deutschland) ist ein deutscher Unternehmer und Sportmäzen.

## Leben
1964 begann die unternehmerische Laufbahn von Klaus-Jürgen Jahn. Gemeinsam mit seinem Bruder Wolfram startete er im Garagenformat eine Produktion für Fugendichtstoffe. 1973 gründete er mit seinem Bruder Wolfram die Euroteam AG in Berlin-Reinickendorf, die sich mit der Herstellung und dem Vertrieb bauchemischer Produkte beschäftigte. Nach dem Fall der Berliner Mauer errichteten die Brüder einen Produktionsbetrieb in Altlandsberg in Brandenburg und verlagerten damit den Unternehmensmittelpunkt in ein neues Bundesland. Sie organisierten dort die Ausbildung und Schulung von Arbeitssuchenden und unterstützen die Gründung von Handwerksunternehmen, die in allen neuen Bundesländern mit der Fugensanierung der Plattenbauten auf einen dringenden Bedarf stießen.
1999–2002 leitete Jahn als Präsident den SC Berlin (vormals Dynamo Berlin). Unter seine Ägide gewannen Sportler des Vereins bei den Olympischen Sommerspielen in Sydney 12 Medaillen, darunter Franziska van Almsick (Schwimmen), Robert Bartko (Radrennen), Marianne Buggenhagen (Diskus-Behindertensport) und Andreas Wecker (Turnen). Seit 2020 ist Jahn Ehrenpräsident des SC Berlin.
1998–2010 war Jahn 1. Vorsitzender des MTV 1860 Altlandsberg. 2010 wurde er zum Präsidenten und 2015 zum Ehrenvorsitzenden gewählt.
Jahn wurde 2005 die Ehrenbürgerwürde der Stadt Altlandsberg verliehen. 2016 erhielt er das Bundesverdienstkreuz am Bande für sein jahrelanges Engagement für den Profi- und Breitensport in der Hauptstadtregion.